# Bayonetta 3
Bayonetta 3 is een computerspel ontwikkeld door PlatinumGames en uitgegeven door Nintendo voor de Switch. Het hack and slashspel is uitgekomen op 28 oktober 2022.

## Plot
Het spel volgt de Umbra-heks Bayonetta die het in dit spel aan de stok krijgt met de Homunculi en een kwaadaardige entiteit, genaamd de Singularity. Laatstgenoemde is erop uit om het multiversum voorgoed te vernietigen. Bayonetta wordt geholpen in haar strijd door een groep personages, zoals de nieuweling Viola, en zelfs alternatieve versies van zichzelf.

## Ontvangst
| Recensiescore       | Recensiescore |
| Recensieverzamelaar | Score         |
| ------------------- | ------------- |
| Metacritic          | 88%           |
| Publicist           | Score         |
| Destructoid         | 10            |
| Eurogamer           | Aanbevolen    |
| Famitsu             | 37/40         |
| Game Informer       | 8,25          |
| GameSpot            | 9             |
| IGN                 | 9             |
| Nintendo Life       | 10            |

Bayonetta 3 ontving positieve recensies. Men prees de gedreven gameplay en constante acties, het gevechtssysteem en levelontwerp. Enige kritiek was er op het verhaal, de zijmissies en technische details.
Op Metacritic, een recensieverzamelaar, heeft het spel een score van 88%.